# 龍泰寺 (関市)
龍泰寺（りゅうたいじ）は、岐阜県関市下有知にある曹洞宗の寺院である。山号は祥雲山。

## 歴史
応永14年（1407年）に最乗寺開山、了庵慧明の法嗣である無極慧徹により開かれる。
その後、法嗣である月江正文が法灯を継いだ。
寛正3年（1462年）月江正文が示寂した後、住持となった華叟正萼は、寛正5年（1464年）に伽藍を整備し、広く法を説いて寺勢は隆盛した。
文明6年（1474年）には足利義尚が荘園を寄進して寺号を現在のものに改め、華叟正萼を開山第一世とした。
天文4年（1535年）五世住持の蘭如正賀の代に兵火に焼かれて伽藍が失われ、戦国時代には寺勢は衰えた。
慶安元年（1648年）十八世住持の長霊正鎮の代に徳川家光より朱印地を賜り、さらに僧録司の地位を得た。
華叟正萼の法嗣である絶芳祖奝、快庵妙慶、大林正通の三師はそれぞれ長野県大町市の大澤寺、栃木県栃木市の大平山大中寺及び群馬県館林市の茂林寺の開山となり、これらの寺は龍泰寺の末寺であった。
この他の著名な末寺に東京都港区の泉岳寺や、長野県安曇野市の青原寺があり、五百を超える末寺を持つ大禅刹であった。
境内には本堂や庫裏の他、赤く塗られた総門や経堂がある。また境内地には竜ヶ池という池がある。かつては現在より広く龍が住んでいたが、死に臨んで住持より引導を受け、寺の守護となったと伝えられている。

## 末寺
- 浄光寺 (中津川市)
- 善昌寺 (中津川市)

## 関連リンク
- 祥雲山　龍泰寺